# آسیاب‌آبی شماره ۶ ایوانکی
آسیاب آبی شماره ۶ ایوانکی مربوط به دوره قاجار است و در شهرستان گرمسار، بخش ایوانکی، ۸۰ متری شمال جادهٔ آسفالته شهر ایوانکی به دماوند پیچ کلچم واقع شده و این اثر در تاریخ ۲۶ اسفند ۱۳۸۷ با شمارهٔ ثبت ۲۶۰۷۰ به‌عنوان یکی از آثار ملی ایران به ثبت رسیده است.